# Haliplus carinatus
Haliplus carinatus is een keversoort uit de familie watertreders (Haliplidae). De wetenschappelijke naam van de soort is voor het eerst geldig gepubliceerd in 1936 door Guignot.